# Disciplina (conhecimento)

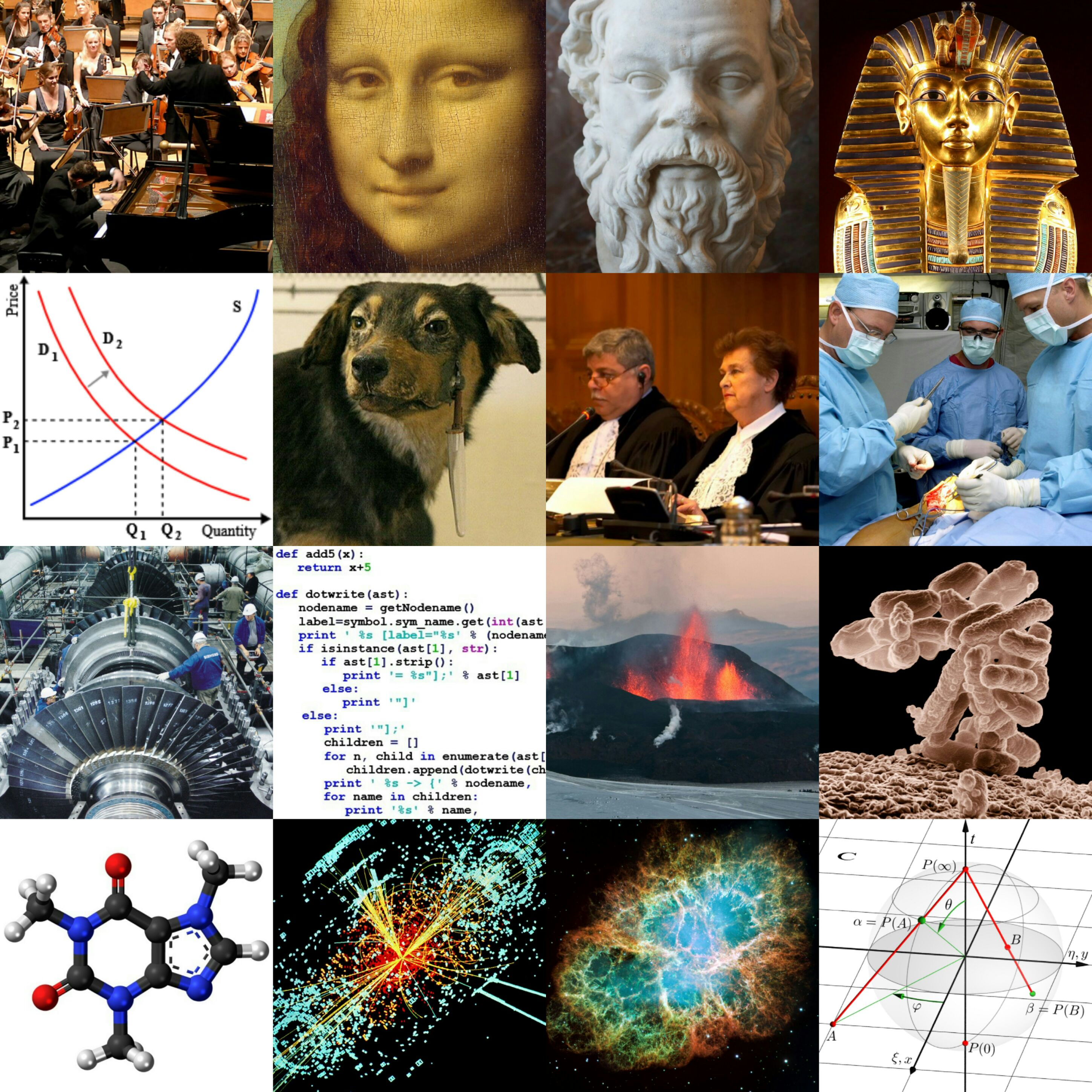
Colagem de fotos retratando diferentes disciplinas acadêmicas.

Disciplina, disciplina científica, disciplina académica (português europeu) ou disciplina acadêmica (português brasileiro) designam um determinado ramo do conhecimento. Como campos específicos de saber, as disciplinas se referem aos mais diversos âmbitos de produção de conhecimento ou campos de práticas, muitas delas também inseridas como cursos. Neste sentido mais geral, podem ser consideradas disciplinas âmbitos de estudo como a História, a Geografia, Antropologia, Sociologia — para mencionar disciplinas relacionadas à grande área das ciências humanas — ou como a Física, Química, Medicina, Engenharia, Biologia, Oceanografia e inúmeras outras — pertinentes às chamadas ciências exatas e ciências naturais. Segundo José d'Assunção Barros, todas as disciplinas são históricas, no sentido de que foram inventadas pelos seres humanos e precisam ser constantemente reinventadas para continuarem existindo:
| “ | Existem inúmeras dimensões reciprocamente implicadas para a formação e continuidade de uma disciplina: a produção de instâncias teóricas e metodológicas, a constituição de uma linguagem comum entre os seus praticantes, a definição e constante redefinição de seus objetos de estudo, uma singularidade que as diferencia de outros saberes, uma complexidade gradual interna que termina por gerar novas modalidades no interior da disciplina, e, por fim, o mais importante: a rede humana que a constitui este ou aquele campo de saber em especial | ” |

Quando cada um destes aspectos está bem desenvolvido, tem-se uma disciplina bem constituída, o que se reflete frequentemente em outros desdobramentos, como a formação de uma comunidade científica partilhada pelos diversos praticantes do campo disciplinar, a inserção do campo no âmbito dos cursos de graduação, a fundação e manutenção de revistas científicas especializadas no campo, a ocorrência constante de congressos frequentados pelos praticantes do campo disciplinar em questão, a criação de instituições que representam os profissionais do campo de saber, e assim por diante.

## Listas
- Lista de disciplinas acadêmicas do Brasil
- Lista de disciplinas da biologia
- Lista de especialidades biológicas
- Lista de especialidades médicas